# Rodion Shchedrin
[carece de fontes?]
Rodion Konstantinovich Shchedrin (Moscou, em 16 de dezembro de 1932) é um compositor russo.
Estudou no Conservatório de Moscou, onde foi aluno de Yuri Shaporin e Nikolai Myaskovsky. Em 1958, casou-se com a bailarina Maya Plisetskaya.
É autor do balé Carmen (1967), em que a música é na verdade um arranjo para cordas e percussão da ópera Carmen de Bizet. Em 1971, compôs o balé Anna Karenina, inspirado na obra homônima de Tolstói. Compôs sinfonias, música de câmara, três concertos para piano e orquestra, além de peças para piano.